# Karibiska mästerskapet 1990
Karibiska mästerskapet 1990 (engelska: 1990 Caribbean Cup) var en fotbollsturnering som spelades i Trinidad och Tobago under perioden 22–29 juli 1990. Detta var den 2:e upplagan av Karibiska mästerskapet som är Karibiens fotbollsmästerskap. Mästerskapet anordnas av CFU som är en del av CONCACAF.
Mästerskapet avbröts inför finalen då värdlandet Trinidad och Tobago utsattes för en statskupp. När mästerskapet senare skulle återupptas drabbades Trinidad och Tobago av en orkan och mästerskapet avslutades aldrig. Finalen skulle spelats mellan Trinidad och Tobago och Martinique och matchen om tredjeplats skulle spelats mellan Barbados och Jamaica. 

## Kvalspel

### Kvalificerade lag
- Barbados
- Grenada
- Jamaica
- Martinique
- Saint Vincent och Grenadinerna
- Trinidad och Tobago (värdnation)

## Gruppspel

### Grupp A
| Nr | Lag                 | S | V | O | F | GM | IM | MS | P |
| -- | ------------------- | - | - | - | - | -- | -- | -- | - |
| 1  | Trinidad och Tobago | 2 | 1 | 1 | 0 | 5  | 0  | +5 | 3 |
| 2  | Jamaica             | 2 | 0 | 2 | 0 | 0  | 0  | 0  | 2 |
| 3  | Grenada             | 2 | 0 | 1 | 1 | 0  | 5  | −5 | 1 |

|  | 22 juli 1990 | Trinidad och Tobago | 5 – 0 | Grenada |  |  |
|  |              |                     |       |         |  |  |
|  |              |                     |       |         |  |  |
|  |              |                     |       |         |  |  |

|  | 25 juli 1990 | Grenada | 0 – 0 | Jamaica |  |  |
|  |              |         |       |         |  |  |
|  |              |         |       |         |  |  |
|  |              |         |       |         |  |  |

|  | 27 juli 1990 | Trinidad och Tobago | 0 – 0 | Jamaica |  |  |
|  |              |                     |       |         |  |  |
|  |              |                     |       |         |  |  |
|  |              |                     |       |         |  |  |

### Grupp B
| Nr | Lag                            | S | V | O | F | GM | IM | MS | P |
| -- | ------------------------------ | - | - | - | - | -- | -- | -- | - |
| 1  | Martinique                     | 2 | 1 | 1 | 0 | 4  | 2  | +2 | 3 |
| 2  | Barbados                       | 2 | 1 | 1 | 0 | 5  | 4  | +1 | 3 |
| 3  | Saint Vincent och Grenadinerna | 2 | 0 | 0 | 2 | 2  | 5  | −3 | 0 |

|  | 22 juli 1990 | Barbados | 2 – 2 | Martinique |  |  |
|  |              |          |       |            |  |  |
|  |              |          |       |            |  |  |
|  |              |          |       |            |  |  |

|  | 25 juli 1990 | Martinique | 2 – 0 | Saint Vincent och Grenadinerna |  |  |
|  |              |            |       |                                |  |  |
|  |              |            |       |                                |  |  |
|  |              |            |       |                                |  |  |

|  | 27 juli 1990 | Barbados | 3 – 2 | Saint Vincent och Grenadinerna |  |  |
|  |              |          |       |                                |  |  |
|  |              |          |       |                                |  |  |
|  |              |          |       |                                |  |  |

## Slutspel

### Bronsmatch
|  | 29 juli 1990 | Barbados | Spelades ej | Jamaica |  |  |
|  |              |          |             |         |  |  |
|  |              |          |             |         |  |  |
|  |              |          |             |         |  |  |

### Final
|  | 29 juli 1990 | Trinidad och Tobago | Spelades ej | Martinique |  |  |
|  |              |                     |             |            |  |  |
|  |              |                     |             |            |  |  |
|  |              |                     |             |            |  |  |